# Vesicularia squamatifolia
Vesicularia squamatifolia är en bladmossart som beskrevs av C. Müller 1897. Vesicularia squamatifolia ingår i släktet Vesicularia och familjen Hypnaceae. Inga underarter finns listade i Catalogue of Life.